# Electric Arguments
Electric Arguments ist das dritte Studioalbum des Duos The Fireman, das aus Paul McCartney und Youth (Martin Glover) besteht. Gleichzeitig ist es einschließlich der Wings-Alben, der The-Fireman-Alben, der klassischen Alben, der Livealben und Kompilationsalben das 41. Album von Paul McCartney nach Auflösung der Band The Beatles. Es wurde am 24. November 2008 in Großbritannien und den USA veröffentlicht.

## Entstehung
Nach der Fertigstellung seines Studioalbums Memory Almost Full nahm Paul McCartney mit Nitin Sawhney das Lied My Soul auf, bei dem Paul McCartney den Gesang übernahm, das Album wurde auf dem Nitin-Sawhney-Album London Undersound am 13. Oktober 2008 veröffentlicht, weiterhin wurde eine Promotionsingle-CD hergestellt.
Vom Dezember 2007 bis Juni 2008 begab sich Paul McCartney mit seinem Freund, dem Produzentem Youth, alias Martin Glover, erneut in sein Studio Hog Hill Mill in Sussex und nahmen ihr drittes Album in insgesamt 13 Tagen auf, ansonsten sind kaum Informationen über die Entstehung oder die Aufnahmen bekannt. Jeder der Songs wurde an einem einzigen Tag geschrieben und aufgenommen, obwohl McCartney in Interviews betonte, dass dies nicht von vornherein als feste Regel gedacht war.
Paul McCartney sagte über The Fireman: „Die ursprüngliche Idee von The Fireman war es, sich in einer Studioatmosphäre völlig frei zu fühlen, und das ist etwas, das mich seit Sgt. Pepper interessiert, wo wir uns Alter Egos gegeben haben, um den gleichen Effekt zu erzielen. Es gibt dir das Gefühl, dass alles möglich ist und verhindert, dass du zu ernst bist.“
Während das Vorgängeralbum von The Fireman Strawberries Oceans Ships Forest überwiegend aus Abmischungen von schon veröffentlichten Aufnahmen von Paul McCartney besteht, wurden für Rushes neu komponierte Lieder aufgenommen, die im Wesentlichen atmosphärische Instrumentalmusik sind.
Das Album Electric Arguments hatte zu Beginn der Aufnahmen kein Konzept, so wurde erst während der Arbeiten beschlossen, die Instrumentallieder mit Gesang zu versehen, sodass das fertige Album letztendlich von einem herkömmlichen Paul McCartney-Studioalbum kaum zu unterscheiden ist, da der Anteil an experimentellen Liedern geringer ausfiel. Die Lieder Sing the Changes und Highway wurden auch während der 2009er Tournee von Paul McCartney gespielt. Das Lied Sing the Changes befindet sich auch auf dem, im Jahr 2016 veröffentlichten, McCartney-Kompilationsalbum Pure McCartney. McCartney sagte über die Entstehung des Albums: „Die ersten beiden Fireman-Alben waren instrumental. Youth schlug mir vor: ‚Wie wäre es mit ein bisschen Gesang?‘ Und ich sagte: ‚Nun, ich habe keine Songs, ich habe keinen Plan‘. Und weil es The Fireman ist und alles erlaubt ist, sagte ich: ‚Ja sicher‘. Also habe ich es einfach ad libed und irgendwann ist ein Song dabei herausgekommen.“ Der improvisatorische Charakter der Sessions führte dazu, dass auch andere Quellen verwendet wurden: Light From Your Lighthouse wurde um den Refrain und die Melodie des Gospel-Blues-Songs Let Your Light Shine On Me herum aufgebaut, während Two Magpies vom Kinderreim One For Sorrow beeinflusst wurde.
Während der Promotionarbeiten zur Veröffentlichung des Albums Electric Arguments wurde die Identität von The Fireman bekanntgegeben und erwähnt, dass Paul McCartney und Youth sich hinter dem Pseudonym verbergen. Im CD-Begleitheft sind weiterhin Fotos von Paul McCartney und Youth zu finden, darüber hinaus gaben beide zum Album Interviews. Eine Pressevorstellung für das Album fand am 24. November im Fire Station Restaurant in London, statt.
Erstmals konnte sich ein Fireman-Album in den Charts platzieren, es war aber, gemessen an den anderen Studioalben von Paul McCartney, kommerziell nicht erfolgreich.
Electric Argument wurde nicht von Hear Music, sondern von dem Label One Little Indian Records in Europa und ATO Records in den USA veröffentlicht.
Das Album wurde auch als Vinyl-Doppel-Album veröffentlicht.

## Covergestaltung und Titel des Albums
Das Cover entwarf Norman Hathaway, wobei Youth und Paul McCartney bei der Gestaltung mitarbeiteten. Die Fotos stammen von Ruth Ward. Die Promotion-CD wurde in einer vollständig anderen Covergestaltung hergestellt. Der Albumtitel Electric Arguments entstammt dem Gedicht Kansas City to St. Louis von Allen Ginsberg. Der CD liegt ein 48-seitiges bebildertes Begleitheft bei, das Informationen zum Album enthält. Die CD befindet sich in einem Digipak-Cover.

## Titelliste
Alle Lieder wurden von Paul McCartney geschrieben.
1. Nothing Too Much Just Out of Sight – 4:55
2. Two Magpies – 2:12
3. Sing the Changes – 3:44
4. Travelling Light – 5:06
5. Highway – 4:17
6. Light from Your Lighthouse – 2:31
7. Sun Is Shining – 5:12
8. Dance ’Til We’re High – 3:37
9. Lifelong Passion – 4:49
10. Is This Love? – 5:52
11. Lovers in a Dream – 5:22
12. Universal Here, Everlasting Now – 5:05
13. Don’t Stop Running – 10:31 (das Lied endet bei 5:54)

Road Trip (das Lied beginnt bei 7:57 und endet bei 10:31)
iTunes Bonus-Titel (2008)
- Sawain Ambient Acapella – 4:53

## Veröffentlichungsformen
Neben der Veröffentlichung im CD-Format wurde das Album auch im Download-Format angeboten, sowie in diesen Kombinationen:
- Electric Arguments: CD und als Download
- Electric Arguments: 12″-Vinyl-Doppelalbum, CD und Download
- Electric Arguments in einer 12″-Metallbox, Inhalt: CD 1: das Album (CD); CD 2: sieben Remixe (Bonustracks-CD); DVD 1: das Album, Remix von Highway, zwei Videos und Studiodokumentation (high-resolution stereo audio & bonus video DVD); DVD 2: die Audiospuren zu fünf Titeln (multi-track audio files data DVD); das 12″-Vinyl-Doppelalbum; ein 48-seitiger Bildband (12”) sowie zwei Lithografien

Im Einzelnen:
CD 2
1. Solstice Ambient Acapella – 15:11
2. Travelling Light Instrumental – 8:16
3. Wickerman Ambient Dub – 12:41
4. Morning Mist Instrumental Dub – 5:40
5. Equinox Instrumental – 8:22
6. Sawain Ambient Acapella – 4:51
7. Sawain Instrumental Dub – 4:51

DVD 1 – Hi-definition audio recordings
1. Sing the Changes (Musikvideo)
2. Dance ’Til We’re High (Musikvideo)
3. In the Studio (Dokumentation) – 12:41

DVD 2 – DVD - Multi-track session files
1. Dance ’Til We’re High
2. Highway
3. Light from Your Lighthouse
4. Sing the Changes
5. Sun Is Shining

## Informationen zu einzelnen Liedern
- Das von Paul McCartney komponierte Lied Nothing Too Much Just Out of Sight erinnert im Gesangsstil an Helter Skelter vom Beatles-Album The BEATLES. Den Spruch “Nothing too much, just out of sight” kannte McCartney wie auch „Ob-La-Di“ von seinem in den 1960er Jahren in Londoner Clubs kennengelernten nigerianischen Freund Jimmy Scott.[9][10] Der Text des Liedes wurde als „Verarbeitung“ der Scheidungsphase mit Heather Mills interpretiert, die Ehe wurde am 17. März 2008 in London geschieden.
- Travelling Light wurde durch eine Shanty-CD, die Paul McCartney hörte, beeinflusst.
- Die Lieder The Sun is Shining, Sing the Changes und Dance ’Til We’re High spiegeln musikalisch und textlich die nach der Scheidung wiedergewonnene positive Grundstimmung von Paul McCartney wider. Ein möglicher Hintergrund könnte die damals neue Beziehung zu seiner Lebensgefährtin und späteren Ehefrau Nancy Shevell sein.

## Wiederveröffentlichungen
Das Album wurde bisher nicht neu remastert.

## Single-Auskopplungen

### Sing the Changes
Am 17. November 2008 wurde die Download-Single Sing the Changes veröffentlicht, eine physikalische Singleveröffentlichung erfolgte nicht. In Großbritannien und den USA wurden Promotion-CD-Singles hergestellt.

### Dance ’Til We’re High
Am 5. Januar 2009 erschien die zweite Download-Single Dance ’Til We’re High, eine physikalische Singleveröffentlichung erfolgte wiederum nicht. In Großbritannien wurde eine Promotion-CD hergestellt.

### Promotion-Singles
- Am 5. Juni 2008 organisierte McCartney eine virtuelle Veranstaltung, die Night of a Thousand Dinners. Registrierte Gäste, die mindestens 25 US-Dollar spendeten, erhielten eine besondere Dankesnachricht von McCartney und einen einmaligen Download des Songs Lifelong Passion.
- In Großbritannien wurde im Oktober 2008 die Promotion-CD-Single Nothing Too Much Just Out of Sight (Radio Edit) hergestellt.[14]
- In Frankreich erschien eine Promotion-Sampler-CD mit den folgenden vier Titeln: Nothing Too Much Just Out of Sight / Sing The Changes / Highway / Dance ’Til We’re High[15]

### Musikvideos
Musikvideos wurden zu den Liedern Sing the Changes und Dance ’Til We’re High hergestellt.

## Chartplatzierungen
| ChartsChartplatzierungen       | Höchstplatzierung | Wochen |
| ------------------------------ | ----------------- | ------ |
| Deutschland (GfK)              | 100 (1 Wo.)       | 1      |
| Schweiz (IFPI)                 | 88 (1 Wo.)        | 1      |
| Vereinigte Staaten (Billboard) | 67 (10 Wo.)       | 10     |
| Vereinigtes Königreich (OCC)   | 79 (1 Wo.)        | 1      |